# Ike Turner
Izear Luster Turner, Jr. (Clarksdale, Misisipi, 5 de noviembre de 1931-San Marcos, California, 12 de diciembre de 2007), conocido como Ike Turner, fue un músico de rock y blues estadounidense, considerado uno de los pioneros del rock and roll y el R&B. 
Su primera grabación, "Rocket 88" (1951) (acreditado a "Jackie Brenston y sus Delta Cats"), se considera un candidato para la distinción de "primera canción de rock and roll". Durante la década de 1950, Turner también trabajó como buscador de talentos y productor para Sun Records y Modern Records. Fue instrumental en las primeras carreras de varios músicos de blues, como B.B. King, Howlin 'Wolf y Bobby "Blue" Bland.
Formó junto a su esposa Tina Turner el dúo Ike & Tina Turner, más adelante Tina se divorcia de Ike, rompiendo también el dúo. Fueron incluidos en el Salón de la Fama del Rock and Roll en 1991.

## Biografía
Nació el 5 de noviembre de 1931 en Clarksdale, Misisipi. Sus padres eran Beatrice Cushenberry, costurera, e Izear Luster Turner, un ministro bautista. Tenía una hermana mayor llamada Lee Ethel Knight. Cuando era pequeño, fue testigo de la muerte lenta de su padre después de ser golpeado por un grupo de personas blancas. Comenzando a la edad de 6 años, Ike fue abusado sexualmente por mujeres mayores, pero dijo que no estaba traumatizado por estas experiencias.
Dejó la escuela en octavo grado y comenzó a trabajar como operador de elevadores en el Hotel Alcázar en el centro de Clarksdale. Había una estación de radio ubicada dentro del hotel. Finalmente, le ofrecieron un puesto como DJ. Ike se inspiró para aprender a tocar el piano después de escuchar a Pinetop Perkins tocar en la casa de su amigo Ernest Lane. Su madre le dio dinero para una clase formal de piano, pero él gastó el dinero y aprendió a tocar boogie-woogie de Perkins.
Cuando era adolescente, Ike se unió a una banda local llamada The Tophatters. Era una banda grande con más de 30 miembros. La banda finalmente se dividió en dos con el llamado Kings of Rhythm, que fue dirigido por Ike. Alrededor de este tiempo, Ike tocó en juke joint junto con los músicos de blues Robert Nighthawk, Howlin' Wolf, Charley Booker, Elmore James, Muddy Waters y Little Walter.
En marzo de 1951, Ike Turner y su banda Kings of Rhythm grabaron "Rocket 88" en el estudio de grabación de Sam Phillips en Memphis. La canción presenta a Jackie Brenston en voces con la banda acreditada como Delta Cats. Fue lanzado en Chess Records y alcanzó el número uno en la lista de R&B. "Rocket 88" es a menudo considerado como el primer disco de rock 'n' roll.
Como buscador de talentos a principios de la década de 1950, Ike Turner arregló para que otros artistas, como Howlin 'Wolf, Elmore James, Roscoe Gordon, Bobby "Blue" Bland, Little Junior Parker y Little Milton, grabaran para Sun Records y Modern Records.
Como músico de sesión, Ike Turner contribuyó a muchos discos importantes de blues. Tocó el piano en las dos primeras canciones número uno de B.B. King, "3 O'Clock Blues" y "You Know I Love You". Tocó la guitarra en "Double Trouble" de Otis Rush. Tocó el piano en la canción de Albert King "Don't Throw Your Love on Me So Strong".
Conoció a Ann Bullock cuando ella tenía 17 años en el Manhattan Club en East St. Louis en 1957. Le dio el nombre artístico de Tina Turner en 1960 y formaron el grupo Ike & Tina Turner en 1960. Se casaron en Tijuana, México, en 1962.
Tenían canciones exitosas como "A Fool in Love", "It's Gonna Work Out Fine", "I Idolize You" y "River Deep, Mountain High". Como dúo tienen éxito en giras y ganaron un premio Grammy por "Proud Mary" en 1972. También abrieron su propio estudio de grabación, Bolic Sound. Sin embargo, Ike desarrolló una adicción a la cocaína en la década de 1970. Tina lo dejó en 1976 debido a violencia intrafamiliar, e infidelidades. Su divorcio se finalizó en 1978.
En la década de 1980, Turner se estaba hundiendo en las drogas. Fue arrestado en múltiples ocasiones por posesión de estupefacientes y pasó 18 meses en prisión (febrero de 1990 - septiembre de 1991).
En 1993, se lanzó la película What's Love Got to Do with It, adaptada de la autobiografía de Tina y dirigida por Brian Gibson, que narraba la vida de Tina Turner y en la que Laurence Fishburne interpretó a un violento Ike. A Ike Turner no le gustó su representación. Tanto Ike como Tina declararon que la película no era inexacta.
En 1999, publicó su autobiografía Takin 'Back My Name: The Confessions of Ike Turner. Fue escrito con Nigel Cawthorne y Little Richard escribió la introducción. En parte, las memorias eran una refutación de la imagen pública presentada de él en el libro de Tina y la película.
Pasó el resto de la década de 1990 libre de drogas, pero tuvo una recaída en 2004. Cerca del final de su vida, Turner revivió su carrera con actuaciones en vivo como líder y regresó a sus raíces de blues. Produjo dos álbumes que fueron muy bien recibidos y galardonados.
En 2004, Fender fabricó una Stratocaster tributo Ike Turner de edición limitada. Ike Turner colaboró con Gorillaz para su álbum Demon Days en 2005. Tocó el piano en la canción "Every Planet We Reach Is Dead".
Falleció el 12 de diciembre de 2007 a los 76 años en San Marcos, California. La causa de la muerte fue una sobredosis de cocaína, aunque también contribuyeron problemas cardiovasculares y enfisema por culpa de la gran adicción que tenía a las drogas.
Turner fue incinerado después del funeral.

## Matrimonios e hijos
Turner estuvo casado al menos diez veces. Algunas veces afirmó haber estado casado catorce veces.

### Esposas
- Edna Dean Stewart
- Velma Dishman
- Rosa Lee Sane
- Marion Louis Lee (Bonnie Turner), ella fue una miembro de su banda como pianista y vocalista
- Alice Bell
- Annie Mae Wilson, ella era pianista en su banda
- Lorraine Taylor (Ike no se casó con ella. Ella era su novia.)
- Tina Turner
- Ann Thomas, ella era una Ikette con Ike y Tina Turner
- Jeanette Bazzell Turner, ella era cantante en su banda
- Audrey Madison Turner, ella era cantante en su banda

### Hijos
Turner tuvo al menos seis hijos. Adoptó al hijo de Tina Turner, Craig, cuyo padre era un saxofonista en su banda llamada Raymond Hill.
- Ike Turner Jr. y Michael Turner (con Lorraine Taylor)
- Ronald "Ronnie" Turner (con Tina Turner)
- Mia Turner (con Ann Thomas)
- Twanna Melby Turner (con Pat Richard)
- Craig Turner (hijo de Tina Turner con Raymond Hill)

## Premios y reconocimientos
Turner ha recibido varios premios en reconocimiento por su importante papel como pionero del rock and roll.
- 1991: Incluido en el Salón de la Fama del Rock and Roll
- 1991: "Rocket 88" fue incluido en el Salón de la Fama del Blues
- 1998: "Rocket 88" fue incluido en el Premio del Salón de la Fama de los Grammy
- 1999: "River Deep – Mountain High" fue incluido en el Premio del Salón de la Fama de los Grammy
- 2001: Incluido en el Paseo de la Fama de St. Louis
- 2002: Incluido en el Salón de la Fama de los Músicos de Misisipi
- 2002: Premio Blues Music por Here and Now
- 2003: "Proud Mary" fue incluido en el Premio del Salón de la Fama de los Grammy
- 2004: Premio de los héroes de Memphis
- 2005: Incluido en el RockWalk de Guitar Center
- 2005: Incluido en el Blues Hall of Fame
- 2007: Premio Mojo Legend
- 2010: Fue honrado con un marcador en el Mississippi Blues Trail
- 2010: Incluido en el Clarksdale Walk of Fame
- 2015: Incluido en el Salón de la Fama de la Música Rhythm and Blues
- 2015: Incluido en el Salón de la Fama del Rock Clásico de St. Louis
- 2018: "Rocket 88" fue incluido en el Salón de la Fama del Rock and Roll Singles

| Año  | Título                | Categoría                         | Género |
| ---- | --------------------- | --------------------------------- | ------ |
| 1972 | "Proud Mary"          | Mejor actuación vocal dúo o grupo | R&B    |
| 2007 | Rising with the Blues | Mejor álbum de blues tradicional  | Blues  |

## Discografía
- 1962: Dance With Ike & Tina Turner's Kings of Rhythm
- 1963: Rocks The Blues
- 1969: A Black Man's Soul

- 1972: Ike Turner Presents The Family Vibes: Strange Fruit
- 1972: Blues Roots
- 1973: Ike Turner Presents The Family Vibes: Confined to Soul

- 1973: Bad Dreams
- 1980: The Edge (featuring Tina Turner and Home Grown Funk)
- 2001: Here and Now
- 2006: Risin' with the Blues